# Hans Haselböck

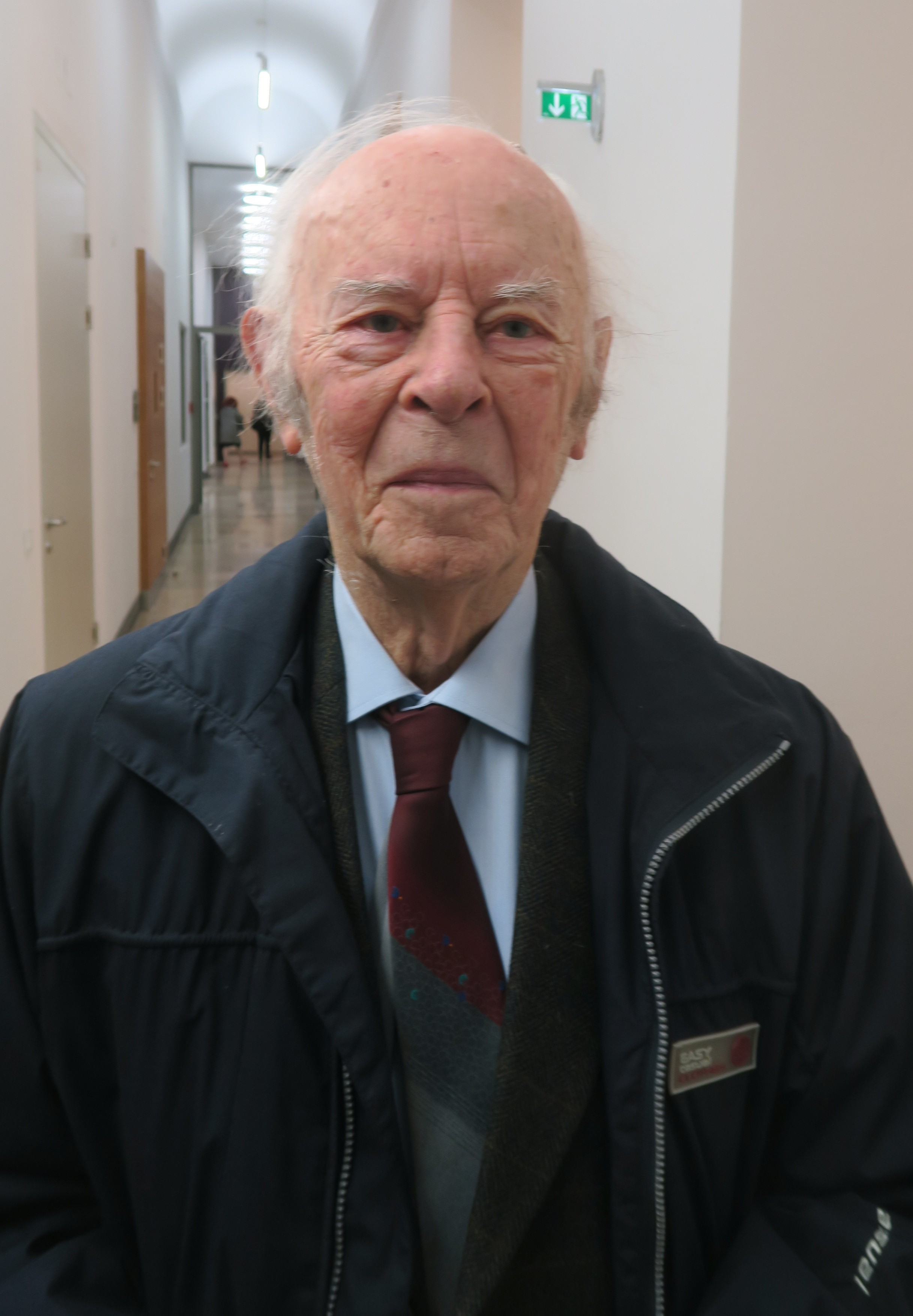
Hans Haselböck beim Orgelsymposium in der Musikuniversität Wien (2018)

Hans Haselböck, geboren als Johann Haselböck (* 26. Juli 1928 in Nesselstauden, Niederösterreich; † 20. Oktober 2021 in Wien) war ein österreichischer Organist und Komponist.

## Leben
Haselböck besuchte das Gymnasium in Krems, wo er 1947 seine Matura ablegte. Ersten Orgelunterricht erhielt er während seiner Schulzeit. Ab 1947 absolvierte er ein Lehramtsstudium (Altphilologie und Germanistik) an der Universität Wien und wurde dort 1953 promoviert. Parallel studierte er Orgel am Wiener Konservatorium bei Alois Forer, die Abschlussprüfung legte er 1950 mit Auszeichnung ab. Es folgte von 1954 bis 1957 ein Studium der Kirchenmusik an der Musikhochschule Wien, unter anderem bei Walter Pach. Haselböck war ab 1955 als Gymnasiallehrer tätig und unterrichtete am späteren Sigmund-Freud-Gymnasium Latein und Deutsch. 
Haselböck gewann mehrere internationale Orgelwettbewerbe und wirkte als Organist von 1949 bis 2016 an der Dominikanerkirche in Wien. Zudem konzertierte er international und absolvierte zahlreiche Tourneen. Am 16. Juli 2011 spielte er beim Requiem für Otto Habsburg-Lothringen im Wiener Stephansdom die Domorgel. Seine Konzerte wurden für Rundfunk und Fernsehen aufgenommen und er spielte mehrere Tonträger ein. 
Haselböck erhielt 1960 einen Lehrauftrag für Orgel und Improvisation an der Musikhochschule Wien. Von 1963 bis 1987 leitete er die Abteilung Kirchenmusik der Hochschule und wurde 1972 zum Professor für Orgel und Improvisation berufen. 1985 bis 1990 war er zudem Stellvertreter des Rektors. Wissenschaftliche Kooperationen pflegte er u. a. mit der Musikakademie Krakau bzw. mit Jan Jargoń. 
Haselböck unterrichtete Meisterklassen für Orgel und Orgelimprovisation in Europa, in den USA und in Japan. Er war Juror bei internationalen Wettbewerben (zum Beispiel in Haarlem, Leipzig, Chartres, Prag oder Krakau) und beratender Experte für Orgelneubauten und -sanierungen.
Als Komponist schuf Haselböck Werke für Orgel sowie Messen und Chorwerke, wofür er ebenfalls Preise gewann. Außerdem war er Autor und Herausgeber von Fachpublikationen. 
Am 1. Juli 2018 fand beim Festival Andermatt Swiss Alps, geleitet von Clemens Hellsberg, ein Konzert zum 90. Geburtstag von Haselböck statt. Der Jubilar spielte dabei auch selbst Orgel.
Hans Haselböck starb am 20. Oktober 2021 im Alter von 93 Jahren in Wien. Er wurde in Maria Langegg bestattet.

## Familie
Hans Haselböck war mit der Musikwissenschaftlerin Lucia Haselböck (* 1930) verheiratet. Ihre gemeinsamen Söhne sind der Organist und Dirigent Martin Haselböck (* 1954) und der Komponist Lukas Haselböck (* 1972). Sein jüngerer Bruder Franz Haselböck (1939–2024) war Organist und Musikpädagoge.

## Preise und Ehrungen (Auswahl)
- 1958, 1959 und 1960: Erster Preis beim Internationalen Orgelimprovisationswettbewerb Haarlem
- 1956: Zweiter Preis beim Improvisationswettbewerb St. Florian
- 1961: Landeskulturpreis des Landes Niederösterreich
- 1964 und 1967: Erster Preis beim Unda-Festival Sevilla/ESP für Komposition
- 1985: Komturkreuz des päpstlichen Silvesterordens
- 1988: Goldene Ehrenmedaille der Stadt Wien 1988
- 1997: Großes Silbernes Ehrenzeichen für Verdienste um die Republik Österreich[7]

## Publikationen
- Barocker Orgelschatz in Niederösterreich. Manutiuspresse, Wien u. München 1972, ISBN 3-85171-055-X.
- Von der Orgel und der Musica sacra. Historisch-kritische Beiträge zu Fragen von Orgelbau, Orgelkomposition und neuer Kirchenmusik. (Publikationen des Instituts für Kirchenmusikalische Werkpraxis Wien, Bd. 1), Doblinger, Wien u. München 1988, ISBN 3-900695-03-2.
- Vom Glanz und Elend der Orgel. Seltsames und Eigenartiges, Bedeutsames und Unwichtiges, Nachweisliches und Unglaubliches, Prosaisches und Poetisches von einem eigentlich unfaßbaren Musikinstrument. Atlantis-Musikbuch-Verlag, Zürich u. Mainz 1999, ISBN 3-254-00244-X.
- Organistenbüchlein. Ein amüsanter und lehrreicher Streifzug durch die Welt der Orgel und ihrer Protagonisten. Atlantis-Musikbuch-Verlag, Zürich u. Mainz 2003, ISBN 3-254-00262-8.

## Rundfunksendung
- Menschenbilder: „Die Welt der Orgel“: Hans Haselböck. Eine Sendung von Heinz Janisch. Ö1, 24. Mai 2015.[8]